# Wie eine verwehte Garbe
Wie eine verwehte Garbe (ungarischer Originaltitel: Mint oldott kéve) ist eine ungarische Fernsehserie aus dem Jahr 1983. Die Serie entstand nach einer Buchvorlage von György Sárközi. Regie führte György Révész und das Drehbuch schrieb István Nemeskürty. Sie wurde erstmals in der Zeit vom 10. März bis zum 21. April 1983 abends im 1. Programm des ungarischen Fernsehens gesendet.

## Handlung
Die historische Abenteuerserie spielt in dem Zeitraum von 1838 bis 1857. Sie schildert die Erlebnisse dreier Brüder der Familie Mednyánszky vor dem Hintergrund der revolutionären Ereignisse von 1848/49.